# Belinskoje (Kaliningrad)
Belinskoje (russisch Белинское, deutsch Abellienen, 1938–1945 Ilmenhagen) ist ein kleiner Ort in der russischen Oblast Kaliningrad. Er gehört zur kommunalen Selbstverwaltungseinheit Munizipalkreis Osjorsk im Rajon Osjorsk.

## Geographische Lage
Belinskoje liegt an der Ilme (russisch: Borodinka) und ist von Nilowo (Groß Polleyken/Groß Polleiken) über einen Fahrweg zu erreichen. Bis nach Ablutschje (Kurkenfeld) an der Regionalstraße 27A-025 (ex R508) sind es vier, bis nach Korolenkowo (Oschkin/Oschern) an der Regionalstraße 27A-037 (ex A197) acht Kilometer.
Bis 1945 bestand Bahnanschluss über die Bahnstation Wolfshöhe an der Bahnstrecke von Insterburg nach Nordenburg der Insterburger Kleinbahnen, die nicht mehr in Betrieb ist.

## Geschichte
Im Gutsdorf Abellienen lebten im Jahre 1785 118 und 1818 64 Einwohner. Im Jahre 1874 wurde Abellienen Verwaltungssitz und namensgebender Ort eines neugegründeten Amtsbezirks im Kreis Gerdauen.,Im Jahre 1910 lebten im Dorf 136 Menschen.
Am 30. September 1928 verlor Abellienen seine Selbständigkeit und wurde Ortsteil der Landgemeinde Plagbuden (russisch nach 1945: Uslowoje, nicht mehr existent). Als solcher erhielt er per 3. Juni 1938 (mit amtlicher Bestätigung vom 16. Juli 1938) den neuen Namen „Ilmenhagen“.
1945 kam der Ort in Folge des Zweiten Weltkriegs mit dem gesamten nördlichen Ostpreußen zur Sowjetunion. 1947 erhielt er nach dem russischen Schriftsteller Wissarion Grigorjewitsch Belinski den russischen Namen Belinskoje und wurde gleichzeitig dem Dorfsowjet Nekrassowski selski Sowet im Rajon Osjorsk zugeordnet. Von 2008 bis 2014 gehörte Belinskoje zur Landgemeinde Nowostrojewskoje selskoje posselenije, von 2015 bis 2020 zum Stadtkreis Osjorsk und seither zum Munizipalkreis Osjorsk.

### Amtsbezirk Abellienen
Zwischen 1874 und 1934 war Abellienen Sitz und namensgebender Ort eines Amtsbezirks, zu dessen Gründung sich zwei Landgemeinden und drei Gutsbezirke zusammenschlossen:
| Name (bis 1938) | Name (1938–1945) | russischer Name nach 1945 | Bemerkungen                                                                |
| --------------- | ---------------- | ------------------------- | -------------------------------------------------------------------------- |
| Landgemeinden:  |                  |                           |                                                                            |
| Klein Polleyken | Klein Polleiken  | Nowoje Nilowo             | 1928 in die neue Landgemeinde Polleyken (ab 1938: Polleiken) eingegliedert |
| Plagbuden       | Plagbuden        | Uslowoje                  |                                                                            |
| Gutsbezirke:    |                  |                           |                                                                            |
| Abellienen      | Ilmenhagen       | Belinskoje                | 1928 in die Landgemeinde Plagbuden eingegliedert                           |
| Groß Polleyken  | Groß Polleiken   | Nilowo                    | 1928 in die neue Landgemeinde Polleyken (ab 1938: Polleiken) eingegliedert |
| Wolfshöhe       | Wolfshöhe        | Opuschki                  | 1928 in die Landgemeinde Plagbuden eingegliedert                           |

Am 15. Oktober 1934 wurde der Amtsbezirk Abellienen in Amtsbezirk Plagbuden umbenannt.

## Kirche
Die vor 1945 mehrheitlich evangelische Bevölkerung von Abellienen/Ilmenhagen war in das Kirchspiel Karpowen (1938–1946 Karpauen) im Kirchenkreis Darkehmen (1938–1946 Angerapp) in der Kirchenprovinz Ostpreußen der Kirche der Altpreußischen Union eingepfarrt. Der letzte deutsche Geistliche war Pfarrer Ernst Salkowski.
In der Zeit der Sowjetunion war kirchliches Leben aufgrund staatlicher Sanktionen stark eingeschränkt. Erst in den 1990er Jahren entstanden in der seit 1991/92 russischen Oblast Kaliningrad wieder evangelische Gemeinden. Belinskoje liegt im Einzugsbereich der Gemeinde in Tschernjachowsk, die zur Propstei Kaliningrad der Evangelisch-Lutherischen Kirche Europäisches Russland (ELKER) gehört.

## Persönlichkeiten des Ortes
- Günter Baltrusch (* 24. Januar 1942 in Ilmenhagen), Fußballspieler der DDR-Oberliga